# Renzo Alverà
Renzo Alverà (ur. 17 stycznia 1933 w Cortinie d’Ampezzo, zm. 15 marca 2005 tamże) – włoski bobsleista, dwukrotny medalista igrzysk olimpijskich i wielokrotny medalista mistrzostw świata.

## Kariera
W 1956 w parze z Eugeniem Montim zdobył srebro w dwójkach, a wspólnie z Montim, Ulrikiem Girardim i Renatem Mocellinim zajął drugie miejsce w czwórkach podczas igrzysk olimpijskich w Cortinie d’Ampezzo. Rok później, na mistrzostwach świata w St. Moritz, razem z Montim sięgnął po zwycięstwo, a w czwórkach zdobył srebrny medal. Przez trzy kolejne lata duet Monti/Alverà zwyciężał w dwójkach: na MŚ w Garmisch-Partenkirchen (1958), MŚ w St. Moritz (1959) i MŚ w Cortinie d’Ampezzo (1960). W 1960 Włosi w składzie: Eugenio Monti, Furio Nordio, Sergio Siorpaes i Renzo Alverà zdobyli dla swojego kraju pierwszy od 30 lat złoty medal w rywalizacji czwórek. W 1961 wraz z Montim, Siorpaesem i Benitem Rigonim zwyciężył w czwórkach na mistrzostwach świata w Lake Placid.
Jego brat Michele Alverà również był bobsleistą, olimpijczykiem w 1952.